# Fellesforbundet
Fellesforbundet är ett norskt fackförbund inom Landsorganisasjonen. Det är LO:s största förbund inom privat sektor med ca 143 000 medlemmar (2016).
Fellesforbundet bildades 8 maj 1988 genom sammanslagning av de fem förbunden Norsk Jern- og Metallarbeiderforbund, Norsk Bygningsindustriarbeiderforbund, Norsk Papirindustriarbeiderforbund, Bekledningsarbeiderforbundet och Norsk Skog- og Landarbeiderforbund. Norsk Grafisk Forbund anslöt sig till förbundet 2006 och Norsk Hotell- og Restaurantarbeiderforbund 2007.

## Ordförande
- 1988–1991 John Stene
- 1991–2007 Kjell Bjørndalen
- 2007–2015 Arve Bakke
- 2015– Jørn Eggum